# Kepler-10c
Kepler-10c je exoplaneta obíhající kolem hvězdy typu G Kepler-10, která se nachází asi 608 světelných let od Země v souhvězdí Draka (19h 02m 43s, +50° 14′ 29″). Její objev sondou Kepler byl oznámen v květnu 2011, ačkoli byla považována za planetárního kandidáta již od ledna 2011, kdy byla objevena exoplaneta Kepler-10b. Tým potvrdil pozorování díky datům ze Spitzerova vesmírného dalekohledu a za využití techniky zvané BLENDER, která vyloučila většinu omylů. Kepler-10c byla třetí exoplanetou, která byla potvrzena statisticky (na základě pravděpodobnosti spíše než skutečného pozorování) po exoplanetách Kepler-9d a Kepler-11g.
Kepler-10c obíhá kolem své hostitelské hvězdy každých čtyřicet pět dní ve čtvrtině průměrné vzdálenosti mezi Sluncem a Zemí. Počáteční pozorování ukázala, že má poloměr více než dvojnásobný vůči Zemi, a předpokládala vyšší hustotu, což naznačuje převážně skalnaté složení s přibližně 5–20 % hmotnosti ledu. Pro srovnání, zemské oceány představují pouze 0,02 % hmotnosti naší planety, s dodatečným množstvím, které je potenciálně několikanásobkem tohoto množství uloženého v plášti. V roce 2017 však pečlivější analýza využívající data HARPS i HIRES odhalila, že Kepler-10c není velká planeta typu Země, ale typická plynná planeta o hmotnosti zhruba sedmkrát větší než Země.

## Hostitelská hvězda
Kepler-10 je hvězda typu G, která se nachází 187 parseků (608 světelných let ) od Země. Je to hvězda o 0,895 hmotnosti Slunce a 1,056 slunečních poloměrů, takže je o něco méně hmotná než Slunce, ale přibližně stejně velká.
S efektivní teplotou 5627 K je Kepler-10 chladnější než Slunce. Hvězda je také chudá na kovy a je mnohem starší: její metalicita se měří na [Fe/H] = −0,15 (o 29 % méně železa než na pozemském Slunci). Kepler-10 má naměřené stáří přibližně 10,6 miliardy let.
Kepler-10 má zdánlivou velikost 11,2, což znamená, že hvězda není pro z pozorovatele na Zemi viditelná pouhým okem.

## Charakteristika
Kepler-10c je vzdálenější ze dvou známých planet hvězdy Kepler-10, která dokončí jeden oběh za 45,29485 dne ve vzdálenosti 0,2407 AU. Vnitřní planeta, Kepler-10b, je kamenná planeta, která oběhne mateřskou hvězdu každých ~0,8 dne ve vzdálenosti 0,01684 AU. Průměrná teplota planety Kepler-10c se odhaduje na 584 K, což je téměř čtyřikrát vyšší teplota než na Jupiteru. Sklon oběžné dráhy planety je 89,65º, neboli téměř kolmo vzhledem k dráze Země či planety Kepler-10.
Původně se předpokládalo, že Kepler-10c má hmotnost 15–19 hmotností Země. S poloměrem pouze 2,35 (2,31 až 2,44) násobku poloměru Země (a tedy objemem 12–15krát větším než Země) se věřilo, že je nepravděpodobné, že by obsahovala významné množství vodíku nebo plynného hélia, protože atmosféra bohatá na vodík by se během 10,6 miliard let životnosti systému Kepler-10 ztratila. Místo toho se věřilo, že složení je převážně kamenité, s podílem vody 5–20 % hmotnosti. Převážná část této vody se měla vyskytovat ve formě vysokotlaké formě „horkého ledu“. V červenci 2017 však pečlivější analýza dat HARPS-N a HIRES ukázala, že Kepler-10c byl mnohem méně hmotný, než se původně předpokládalo s hmotností kolem 7,37 (6,18 až 8,69) násobku hmotnosti Země a střední hustotou 3,14 g/cm 3. Namísto primárně skalnatého složení, přesněji určená hmotnost Keplera-10c naznačuje svět tvořený téměř výhradně plyny, především vodní párou.